# Nazionale femminile di pallacanestro del Senegal
La nazionale di pallacanestro femminile del Senegal rappresenta il Senegal nelle manifestazioni internazionali femminili di pallacanestro organizzate dalla FIBA. È gestita dalla Federazione cestistica del Senegal.
Ha partecipato 21 volte ai FIBA AfroBasket Women, vincendo undici volte la medaglia d'oro, sei volte l'argento e tre volte il bronzo.

## Piazzamenti

### Olimpiadi
- 2000 - 12°
- 2016 - 16°

### Campionati del mondo
- 1975 - 13°
- 1979 - 12°
- 1990 - 14°
- 1998 - 14°

- 2002 - 15°
- 2006 - 15°
- 2010 - 16°
- 2018 - 12°

### Campionati africani
- 1966 - 4°
- 1968 -  2°
- 1970 -  3°
- 1974 -  1°
- 1977 -  1°

- 1979 -  1°
- 1981 -  1°
- 1983 -  2°
- 1984 -  1°
- 1990 -  1°

- 1993 -  1°
- 1994 -  2°
- 1997 -  1°
- 2000 -  1°
- 2003 -  3°

- 2005 -  2°
- 2007 -  2°
- 2009 -  1°
- 2011 -  2°
- 2013 -  3°

- 2015 -  1°
- 2017 -  2°
- 2019 -  2°
- 2021 - 4°
- 2023 -  2°

- 2025 - 4°

## Formazioni

### Olimpiadi
Pallacanestro ai Giochi della XXVII Olimpiade - Torneo femminile4 Paye, 5 Cissé, 6 Ngom, 7 Guèye, 8 Fall, 9 Diop, 10 Diakhaté, 11 Lo, 12 F. Ndiaye, 13 Diouf, 14 A. Ndiaye, 15 Mbengue,        All. Ousseynou Ndiaga Diop
Pallacanestro ai Giochi della XXXI Olimpiade - Torneo femminile4 Thiam, 5 Aya Traoré, 6 Diémé, 7 Dieng, 8 Diouf, 9 Wane, 10 As. Traoré, 11 Diarra, 12 Sy, 13 Touré, 14 Rosché, 15 Fall,        All. Moustapha Gaye

### Campionati del mondo
Campionato mondiale femminile di pallacanestro 19754 Diouf, 5 Bâ, 6 A. Guèye, 7 Dior, 8 C. Dia, 9 Coulibaly, 10 Lopez, 11 Pouye, 12 A.B. Guèye, 13 Lopes Ndaye, 14 Diagne, 15 A. Dia,        All. Bonaventure Carvalho
Campionato mondiale femminile di pallacanestro 19794 Basse, 5 Diop, 6 Guèye, 7 Diarisso, 8 Diawara, 9 Coulibaly, 10 Kho. Touré, 11 Khar Touré, 12 Ndiaye, 13 Sarr, 14 M'Baye, 15 Diagne,        All. Bonaventure Carvalho
Campionato mondiale femminile di pallacanestro 19904 Sagna, 5 R. Diakhaté, 6 M. Ndiaye, 7 Dioh, 8 A. Diop, 9 Niang, 10 A. Diakhaté, 11 K. Diop, 12 A. Ndiaye, 13 Mbengue, 14 Kamaka, 15 Ndoye,        All. Ibrahima Diagne
Campionato mondiale femminile di pallacanestro 19984 Sarr, 5 Kane, 6 Sy, 7 A. Guèye, 8 Fall, 9 Diop, 10 Diakhaté, 11 Lo, 12 Ndong, 13 N. Guèye, 14 Ndiaye, 15 Mbengue,        All. Ousseynou Ndiaga Diop
Campionato mondiale femminile di pallacanestro 20024 Balayara, 5 Paye, 6 Dia, 7 Guèye, 8 M. Fall, 9 K. Diop, 10 N. Ndiaye, 11 Diouf, 12 F. Fall, 13 B. Diop, 14 A. Ndiaye, 15 F. Ndiaye,        All. Ousseynou Ndiaga Diop
Campionato mondiale femminile di pallacanestro 20064 Dieng, 5 Diamé, 6 Sarr, 7 Aya Traoré, 8 Diouf, 9 Diatta, 10 As. Traoré, 11 Dia, 12 Doumbia, 13 N. Ndiaye, 14 A. Ndiaye, 15 Ngom,        All. Maguette Diop
Campionato mondiale femminile di pallacanestro 20104 Diamé, 5 Aya Traoré, 6 Guèye, 7 Dieng, 8 D. Diouf, 9 Diatta, 10 As. Traoré, 11 Sarr, 12 Sy, 13 Senghor, 14 Diop, 15 B. Diouf,        All. Moustapha Gaye
Campionato mondiale femminile di pallacanestro 20181 Dieng, 4 Thiam, 6 Sarr, 7 Diémé, 8 Diouf, 10 Traoré, 11 Diarra, 12 Sy, 24 Diop, 35 Fall, 77 Ndiaye, 84 Sidibé,        All. Cheikh Sarr

### Campionati africani
Campionato africano femminile di pallacanestro 1974Bâ, Coulibaly, A. Dia, C. Dia, Diagne, Diouf, Dior, Lô, Lopes Ndiaye, Lopez, Niang, A. Pouye, All. Bonaventure Carvalho
Campionato africano femminile di pallacanestro 1977Bâ, Coulibaly, Diagne, Diallo, Diouf, Guèye, Lô, Lopes Ndiaye, Lopez, A. Pouye, D. Pouye, Touré, All. Bonaventure Carvalho
Campionato africano femminile di pallacanestro 19814 Diouf, 5 Bâ, 6 Lopy, 7 Diop, 8 Pouye, 9 Diarisso, 10 C. Diawara, 11 Diagne, 12 M. Diawara, 13 Sarr, 14 Ndiaye, 15 Diagne,        All. Bonaventure Carvalho
Campionato africano femminile di pallacanestro 19904 Sagna, 5 Diakhaté, 6 Dioh, 7 Guèye, 8 A. Diop, 9 Niang, 10 Diakhaté, 11 K. Diop, 12 Diène, 13 Ndiaye, 14 Ndoye,        All. -
Campionato africano femminile di pallacanestro 19934 Sall, 5 Fall, 6 Kane, 7 Dioh, 8 Diakhaté, 9 Cissé, 10 Lo, 11 Diop, 12 Mbengue, 13 Mbodji, 14 Ndiaye, 15 Ndoye,        All. -
Campionato africano femminile di pallacanestro 19944 Sagna, 5 Mb. Fall, 6 Kane, 7 Dioh, 8 Diakhaté, 9 A. Diop, 10 Cissé, 11 K. Diop, 12 Guèye, 13 Mbengue, 14 Ma. Fall, 15 Ndoye,        All. -
Campionato africano femminile di pallacanestro 19974 Sagna, 5 Sarr, 6 Sall, 7 Cissé, 8 Kane, 9 Diop, 10 Diakhaté, 11 Lo, 12 Guèye, 13 Fall, 14 Sy, 15 Mbengue,        All. -
Campionato africano femminile di pallacanestro 20004 Sarr, 5 Paye, 6 C. Cissé, 7 Kane, 8 Fall, 9 Dior, 10 Diakhaté, 11 N. Cissé, 12 Diouf, 13 Mbodji, 14 Ndiaye, 15 Mbengue,        All. -
Campionato africano femminile di pallacanestro 20034 Balayara, 5 A. Diop, 6 Ngom, 7 A. Guèye, 8 N. Guèye, 9 K. Diop, 10 Sy, 11 Diouf, 12 Fall, 13 N. Ndiaye, 14 A. Ndiaye, 15 B. Diop,        All. -
Campionato africano femminile di pallacanestro 20054 Diop, 5 Paye, 6 Dia, 7 Guèye, 8 Diouf, 9 Diatta, 10 Traoré, 11 Sy, 12 Doumbia, 13 Fall, 14 A. Ndiaye, 15 N. Ndiaye,        All. -
Campionato africano femminile di pallacanestro 20074 Balayara, 5 Aya Traoré, 6 Guèye, 7 Diakhaté, 8 D. Diouf, 9 Diatta, 10 As. Traoré, 11 Sy, 12 Doumbia, 13 Ndiaye, 14 Senghor, 15 B. Diouf,        All. -
Campionato africano femminile di pallacanestro 20094 Tiam, 5 Traoré, 6 Guèye, 7 Dieng, 8 D. Diouf, 9 Sène, 10 Diango, 11 Dieye, 12 Sy, 13 Sarr, 14 Diop, 15 B. Diouf,        All. Moustapha Gaye
Campionato africano femminile di pallacanestro 20114 Tiam, 5 Aya Traoré, 6 Sarr, 7 Dieng, 8 Diouf, 9 Sène, 10 As. Traoré, 11 Doumbia, 12 Sy, 13 N. Ndiaye, 14 Diop, 15 A. Ndiaye,        All. Moustapha Gaye
Campionato africano femminile di pallacanestro 20134 Thiam, 5 Aya Traoré, 6 Sarr, 7 Dieng, 8 Diouf, 9 Sène, 10 As. Traoré, 11 Diarra, 12 Sy, 13 Ndiaye, 14 Diop, 15 Senghor,        All. Pape Moussa Touré
Campionato africano femminile di pallacanestro 20154 Thiam, 5 Aya Traoré, 6 Diata, 7 Dieng, 8 D. Diouf, 9 Sène, 10 As. Traoré, 11 Diarra, 12 Sy, 13 Touré, 14 Daou, 15 B. Diouf,        All. Moustapha Gaye
Campionato africano femminile di pallacanestro 20174 Thiam, 5 Aya Traoré, 6 Sarr, 7 Dieng, 8 Diouf, 9 Sène, 10 As. Traoré, 11 Fall, 12 M. Sy, 13 S. Sy, 14 Daou, 15 Sidibé,        All. Moustapha Gaye
Campionato africano femminile di pallacanestro 20196 Sarr, 7 Diémé, 8 Diouf, 9 Sène, 10 As. Traoré, 11 Diarra, 12 M. Sy, 14 Wane, 24 Diop, 30 Fall, 45 Diagne, 89 Niang,        All. Cheikh Sarr
Campionato africano femminile di pallacanestro 20214 Fall, 6 Sarr, 7 B. Diémé, 8 I. Diémé, 9 Ndao, 11 Diarra, 12 M. Sy, 14 Wane, 24 Diop, 28 Sylla, 35 Sene, 66 Ndiaye, 89 Niang,        All. Moustapha Gaye
Campionato africano femminile di pallacanestro 20235 Traoré, 6 Sarr, 7 Dieng, 8 Dillard, 9 Ndao, 14 Niang, 21 Ndour, 23 M. Diop, 24 Y. Diop, 32 Pouye, 35 Sene, 45 Diagne,        All. Moustapha Gaye
Campionato africano femminile di pallacanestro 20253 Thiaw, 8 Dillard, 20 Faye, 22 Kané, 23 M. Diop, 24 Y. Diop, 32 Pouye, 34 Sarr, 35 Sene, 41 S. Ndiaye, 77 Timera, 00 N. Ndiaye,       All. Otis Hughley